# Embrikstrandia pubemaculata
Embrikstrandia pubemaculata là một loài bọ cánh cứng trong họ Cerambycidae.